# Karel Collino
Karel Collino (20. října 1818 Heřmanův Městec – 20. března 1892 Hradec Králové) byl obchodník, továrník, městský kronikář, zastupitel a v pořadí druhý purkmistr (starosta) Hradce Králové v letech 1864–1885. Po Františku Ulrichovi, který stál v čelem radnice 34 let, se jednalo o nejdéle sloužícího starostu v historii města.
Zároveň šest let (1864–1870) vedl jako první starosta nově zřízené okresní zastupitelstvo okresu Hradec Králové.

## Rodina
Karlův otec Antonio de Collona (1793–1840), původem Ital, se do Čech dostal z rodné Itálie v době napoleonských válek. V roce 1819 se usadil v Hradci Králové a působil jako obchodník. Karel vystudoval gymnázium, kde byl mj. žákem Václava Klimenta Klicpery, a poté převzal otcovu kupeckou živnost. V roce 1845 se oženil s Terezií, roz. Špurkovou (1821–1884), dcerou královéhradeckého měšťana a fyzika Josefa Špurka.
Jeho syn Viktor byl lékárníkem (titul Ph. Mg.), který se později podílel na rozvoji muzea, když byl členem kuratoria jako zástupce zakládajícího člena Karla Teubnera, vídeňského velkoobchodníka.
Karlův vnuk Viktor Collino byl československý major, velitel doplňovacího okresního velitelství v Jičíně, 1933 povýšen na podplukovníka.

## Kariéra
Dne 19. února 1850 se stal v Hradci Králové v pořadí třetím městským kronikářem. Tuto pozici zastával až do 15. prosince 1862, tedy takřka 13 let. Zápisy prováděl na základě vyššího nařízení v němčině. Sám ovšem v prosinci 1862 navrhl, aby byly dále zápisy prováděny v českém jazyce, což bylo odsouhlaseno.
Od roku 1851 zároveň působil v městském zastupitelstvu Hradce Králové. V roce 1861 se stal radním. Dne 21. září 1864 byl zvolen v pořadí druhým královéhradeckým purkmistrem, tedy starostou města. Tehdy mu bylo necelých 46 let.
Jako starosta zaznamenal největší zkoušku v podobě prusko-rakouské války, která v okolí města probíhala a která se města bezprostředně týkala. Za zásluhy při obležení města a pevnosti v prusko-rakouské válce byl dokonce císařem Františkem Josefem I. vyznamenal rytířským křížem řádu Františka Josefa. V letech 1867, 1870, 1876, 1880 a 1883 byl opětovně zvolen do čela obce. Spolu s náměstkem Ladislavem Janem Pospíšilem prosazoval zrušení pevnostního statutu města, což se podařilo v roce 1884. Následně se zasloužil i o zboření pevnostních hradeb.
Právě Karel Collino také stál u vyhlášení mezinárodní soutěže na první regulační plán města. Byl i jedním z těch, kteří stáli u počátků městského muzea, z něhož se vyvinulo Muzeum východních Čech v Hradci Králové. Byl prvním předsedou muzejního odboru (jednatelem byl Ladislav Jan Pospíšil).
Dne 12. října 1885, tedy několik dní před svými 67. narozeninami, vzhledem ke svému věku abdikoval z postu starosty. Vzápětí byl na návrh Jana Ladislava Pospíšila jmenován čestným členem obecního zastupitelstva a dne 4. prosince stejného roku získal čestné občanství města.

## Další aktivity
Aktivně a často se účastnil společenského života a angažoval se v českých hospodářských a kulturních akcích. Pod vedením svého učitele Klicpery hrál ochotnické divadlo. Byl aktivním příznivcem Sokola, kterého v Hradci Králové spoluzakládal. Podílel se také na založení místního Záložního věrnostního ústavu.

## Zajímavosti
- V roce 2005 získalo město od pravnuka Karla Collina stejného jména stříbrný pohár, který někdejší purkmistr v roce 1870 dostal od zaměstnanců zastupitelstva jako dar k 25. výročí svatby.[14]
- Byl členem smuteční čtyřčlenné výpravy z Hradce Králové, která se účastnila pohřbu Františka Palackého.[15]
- V závěti odkázal část svého majetku pro potřeby sirotků, městských chudých a na podporu studentů.[4]
- Pochován byl v rodinném hrobu na hřbitově u kostela sv. Jana Křitele v Třebši.[4]
- Od roku 2002 nese jeho jméno jedna z ulic v Hradci Králové (západně od Šimkových sadů, poblíž kongresového centra Aldis).[1]